# Степановская (Плесецкий район)
Степановская — деревня в Плесецком районе Архангельской области.

## География
Находится в западной части Архангельской области на расстоянии приблизительно 99 км на юго-запад по прямой от административного центра района поселка Плесецк на правом берегу речки Кена.

## История
В 1873 году здесь было учтено 7 дворов, в 1905 — 22. Тогда деревня входила в Каргопольский уезд Олонецкой губернии. До 2016 года входила в Кенорецкое сельское поселение, с 2016 по 2021 в Конёвское сельское поселение до его упразднения.

## Население
Численность населения: 63 человека (1873 год), 122 (1905), 18 (94 % русские) в 2002 году, 6 в 2010.